# Septoria helianthicola
Septoria helianthicola är en svampart som beskrevs av Cooke & Harkn. 1880. Septoria helianthicola ingår i släktet Septoria och familjen Mycosphaerellaceae.   Inga underarter finns listade i Catalogue of Life.